# Sagittaria intermedia
Sagittaria intermedia är en svaltingväxtart som beskrevs av Marc Micheli. Sagittaria intermedia ingår i släktet pilbladssläktet, och familjen svaltingväxter. Inga underarter finns listade.